# 야나카 히로시
야나카 히로시(家中 宏, 1958년 3월 10일 ~ )는 일본의 성우로, 도쿄도 출신이며, 앱토프로 소속다.